# Liste der Gerichte im Piemont
Die Liste der Gerichte im Piemont dient der Aufnahme der staatlichen italienischen Gerichte der ordentlichen und besonderen Gerichtsbarkeit in der Region Piemont. Darüber hinaus werden hier auch die wenigen Gerichte der autonomen Region Aostatal aufgenommen, da für diese keine eigene Liste vorgesehen ist. Der Sprengel des Oberlandesgericht Turin (Piemont) umfasst auch das Aostatal. Bis auf Weiteres sind nur Gerichtsorte angegeben.

## Ordentliche Gerichtsbarkeit
| Oberlandesgerichte               | Nachgeordnete (Landes-)Gerichte                                               | Friedensgerichte |
| -------------------------------- | ----------------------------------------------------------------------------- | ---------------- |
| Turin                            |                                                                               |                  |
| Alessandria                      | Acqui Terme, Alessandria, Tortona                                             |                  |
| Aosta (Aostatal)                 | Aosta                                                                         |                  |
| Asti                             | Alba, Asti, Bra                                                               |                  |
| Biella                           | Biella                                                                        |                  |
| Cuneo                            | Cuneo, Mondovì, Saluzzo                                                       |                  |
| Ivrea                            | Ivrea                                                                         |                  |
| Novara                           | Novara                                                                        |                  |
| Turin                            | Pinerolo, Turin                                                               |                  |
| Verbania                         | Verbania                                                                      |                  |
| Vercelli                         | Casale Monferrato, Varallo, Vercelli                                          |                  |
| Jugendgericht Turin              |                                                                               |                  |
| Strafvollstreckungsgericht Turin | (Strafvollstreckungsstelle in Alessandria, Cuneo, Novara, Vercelli und Turin) |                  |

Beim Oberlandesgericht (Corte d’appello) wird ein Schwurgericht zweiter Instanz eingerichtet, bei den Landesgerichten Schwurgerichte. Beim Oberlandesgericht gibt es eine Generalstaatsanwaltschaft, bei den Landesgerichten und Jugendgerichten Staatsanwaltschaften.
Beim Oberlandesgericht Turin und beim Landesgericht Turin bestehen Kammern für Unternehmens-, Urheberrechts- oder Handelssachen.

## Besondere Gerichte
- Regionale Verwaltungsgerichtshöfe (TAR) in Turin und Aosta.
- Regionale Steuerkommissionen (Finanzgericht) in Turin und Aosta.
  - Acht nachgeordnete Provinz-Steuerkommissionen in den Provinzen Piemonts sowie eine Kommission in Aosta.
- Regionales Gericht für öffentliche Gewässer in Turin (zuständig für Piemont, Aostatal und Ligurien).
- Außenstellen des Nationalen Rechnungshofes in Turin und Aosta (haben den Status von Gerichten).
- Das Militärgericht in Verona ist auch für die Regionen Piemont und Aostatal zuständig.
- Aufgaben der Verfassungsgerichtsbarkeit übernimmt das Verfassungsgericht in Rom.